# 没有织完的统裙
《没有织完的统裙》是白族作家杨苏的一篇短篇小说，也是他的早期代表作，收录于1961年由中国青年出版社出版的同名小说集中。
小说描述景颇族人的新生活，情节较为简单，几乎没有故事，人物也很单纯，只有母女俩，却避免了肤浅、直白的弱点。传说没有嫁妆的姑娘是受天鬼的安排而织统裙的。作者抓住这一民俗激发了沸腾的感情潜流，这种感情潜流贯穿于作品之中。
小说里母亲对女儿的全部关注与爱抚都体现在织裙上，传统束缚着她，她又用传统束缚着女儿的行为，但年轻的女儿却要冲破这罗网：“统裙过几天织也行，可玉麦早就要撒种了。”娜梦不再像母亲一样，想的是织一条好统裙和找一个好情人，她“加入了共青团，这比九千条统裙九万条统裙还宝贵呀!”娜梦终于没有织完妈妈要她织的花统裙，而是被公社派出去学气象，去学管天管地管风雨的本领——这是载瓦人从未见过的最好的“统裙”。